# الحليلة (خيران المحرق)

تعديل مصدري - تعديل

الحليلة هي إحدى قرى عزلة مسروح بمديرية خيران المحرق التابعة لمحافظة حجة، بلغ تعداد سكانها 189 نسمة حسب تعداد اليمن لعام 2004.